# The Osbournes
The Osbournes est une émission de télé-réalité américaine en 52 épisodes de 24 minutes, créée par Jonathan Taylor et diffusée du 5 mars 2002 au 21 mars 2005 sur MTV.
Elle a été diffusée sur MTV en Europe, au Québec à partir du 14 septembre 2002 à MusiquePlus en version sous-titrée, à partir du 17 septembre 2002 sur le réseau CTV au Canada en version non-censurée, sur Channel 4 au Royaume-Uni et RTÉ Two en Irlande.
L'émission suit la vie de tous les jours de la famille du chanteur de heavy metal Ozzy Osbourne dans leur maison de Los Angeles.
L'émission apparait en interlude humoristique en 2002 dans le film Austin Powers dans Goldmember.

## Synopsis
L'émission suit la vie d'Ozzy Osbourne, chanteur du groupe Black Sabbath. Surnommé « The Prince of Darkness » (« Le Prince des Ténèbres »), lui et sa femme Sharon Osbourne sont, selon le magazine Sunday Times, l'un des couples les plus riches du Royaume-Uni.
Outre Ozzy et Sharon (qui est aussi le manager de son mari), la série donne à voir les péripéties de leurs deux enfants Kelly et Jack ainsi que leur enfant semi-adopté Robert Marcato (bien que Sharon nia avoir adopté Rob). Leur troisième enfant Aimee décida de ne pas participer à l'émission.
La chanson du générique de l'émission est une reprise d'un classique de Ozzy Osbourne, Crazy Train, repris par le chanteur de jazz Pat Boone.

## Distribution
- Le père : Ozzy Osbourne
- La mère : Sharon Osbourne
- La fille : Kelly Osbourne
- Le fils : Jack Osbourne

## Critiques
L'émission a reçu de nombreuses critiques à cause du langage grossier employé par les membres de la famille. Aux États-Unis l'émission a été souvent censurée ou beepée à cause de cette grossièreté. Malgré tout, au Royaume-Uni et en Europe, la série a été diffusée sans censure.
Le monde du rock et du heavy metal a déploré le voyeurisme sur l'une de ses icônes, et beaucoup se sont moqués de l'image qu'Ozzy Osbourne a donné de lui, celle d'un vieux papa gâteux, ne sachant pas tout le temps ce qu'il raconte (Ozzy est atteint de dyslexie).

## Après l'émission
À la suite du succès de la série, Kelly Osbourne s'essaye à une carrière de chanteuse en trois albums Shut Up, Changes et Sleeping in the Nothing. Elle joue ensuite dans la série La Vie comme elle est (Life As We Know It, 2004-2005), présente sa propre émission de télé Project Catwalk (en), et participe à Dancing with the Stars.
Sharon Osbourne, quant à elle, manage aussi les groupes Coal Chamber et The Smashing Pumpkins. En 2003, Sharon obtient sa propre émission, The Sharon Osbourne Show (en) qu'elle commence pendant la saison 3 des Osbourne, mais arrêtée suite aux faibles audiences réalisées. De 2004 à 2007, Sharon est jury de l'émission The X Factor en Angleterre.
En 2008, présentant la série Rock of Love: Charm School (en), Sharon a une altercation avec l'une des participantes qui a tenu des propos injurieux envers Ozzy. Récemment elle est devenue l'une des jurés de l'émission America's Got Talent.
De son côté Jack Osbourne, avec A&R, cherche de nouveaux groupes pour le label Epic Records. Il a eu ensuite sa propre émission télévisée, Jack Osbourne: Adrenaline Junkie (en), durant laquelle il perd près de 20 kg pour escalader El Capitan, une formation rocheuse dans la vallée de Yosemite. Il a aussi enregistré une série de documentaires Saving Planet Earth (en) pour la BBC où il voyage notamment en Namibie.
Jack a dû faire face à des problèmes de drogue en essayant notamment de se suicider avec un mélange d'absinthe, d'héroïne et de médicaments.
En 2009, les membres de la famille Osbourne se sont rassemblés pour Osbournes Reloaded (en), une nouvelle émission sur la Fox. À travers une série de sketches et de blagues de la famille, l'émission devait accueillir divers groupes musicaux ; mais son contenu ayant été jugé inapproprié aux jeunes téléspectateurs, un seul épisode a été diffusé.
Le 22 juillet 2025, Ozzy Osbourne meurt à l'âge de 76 ans, et donne son dernier concert avec Black Sabbath le 5 juillet 2025 (soit deux semaines avant) à Birmingham lors du Back to the Beginning.

## Épisodes

### Première saison (2002)
1. The Osbournes
2. Bark at the Moon
3. For the Record…
4. Won't You Be My Neighbor?
5. Tour of Duty
6. Trouble in Paradise
7. Get Stuffed
8. No Vagrancy
9. A Very Ozzy Christmas
10. Dinner with Ozzy

### Deuxième saison (2002-2003)
1. Catching Up with the Osbournes
2. What Goes Up…
3. Must Come Down
4. The Ozz Man and the Sea
5. Beauty and the Bert
6. Smells Like Teen Spirits
7. Meow Means No!
8. It's a Hard Knock Life
9. Cleanliness Is Next to Ozzyness
10. Viva Ozz Vegas
11. My Big Fat Jewish Wedding
12. What a Boy Wants
13. Flea's a Crowd
14. Run Ozzy Run
15. Fists of Fury
16. Mama, I'm Staying Home
17. Tennis Racket
18. A Little Ditty 'bout Jack and Brianne
19. Angler Management
20. Bye Bye Babies
21. Ozz Well That Ends Well
22. The Osbourne Family Christmas Special

### Troisième saison (2003)
1. The Show Must Go Oz
2. Car Jacked
3. Rebel Without an Ozz
4. Return of the Ring
5. The Accidental Tourist
6. The English Patient
7. Scent of a Woman
8. Pain in the Neck
9. Ozzy Knows Best
10. Valentine Daze

### Quatrième saison (2005)
1. Sleepless in Beverly Hills
2. Have Ozz Will Travel
3. Hawaii Five Ozz
4. Kelly Interrupted
5. 28 Days Later
6. Charity Case
7. Number One Fan
8. Lozt in Translation
9. The Show Must Go Off!
10. A Farewell to Ozz